# Cardueae

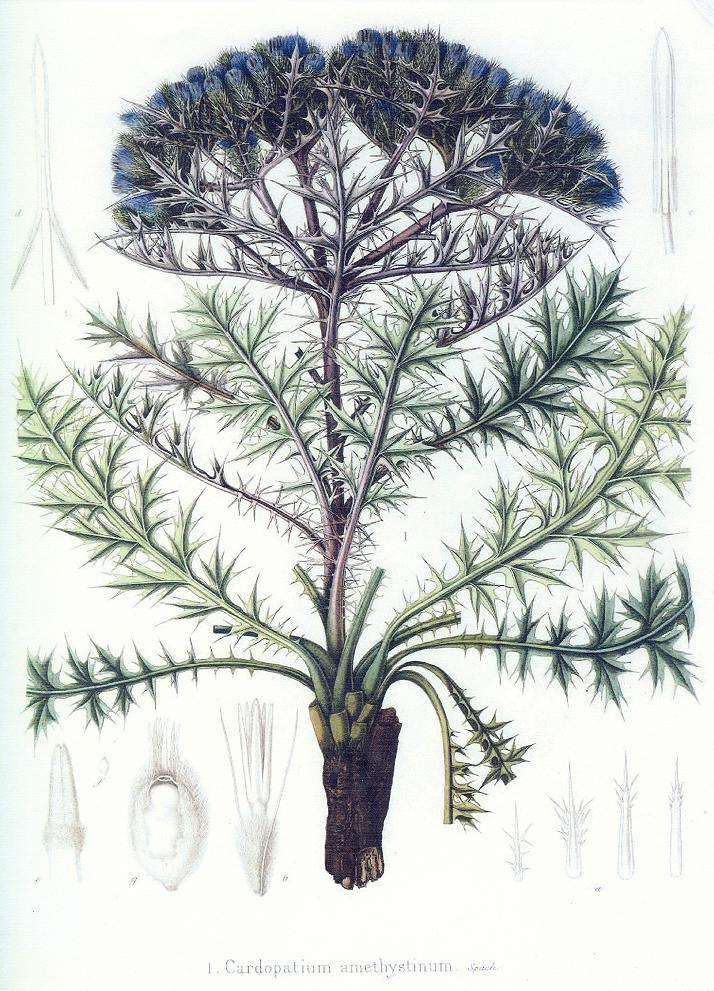
Un ejemplo de Cardopatiinae: Cardopatium amethystinum

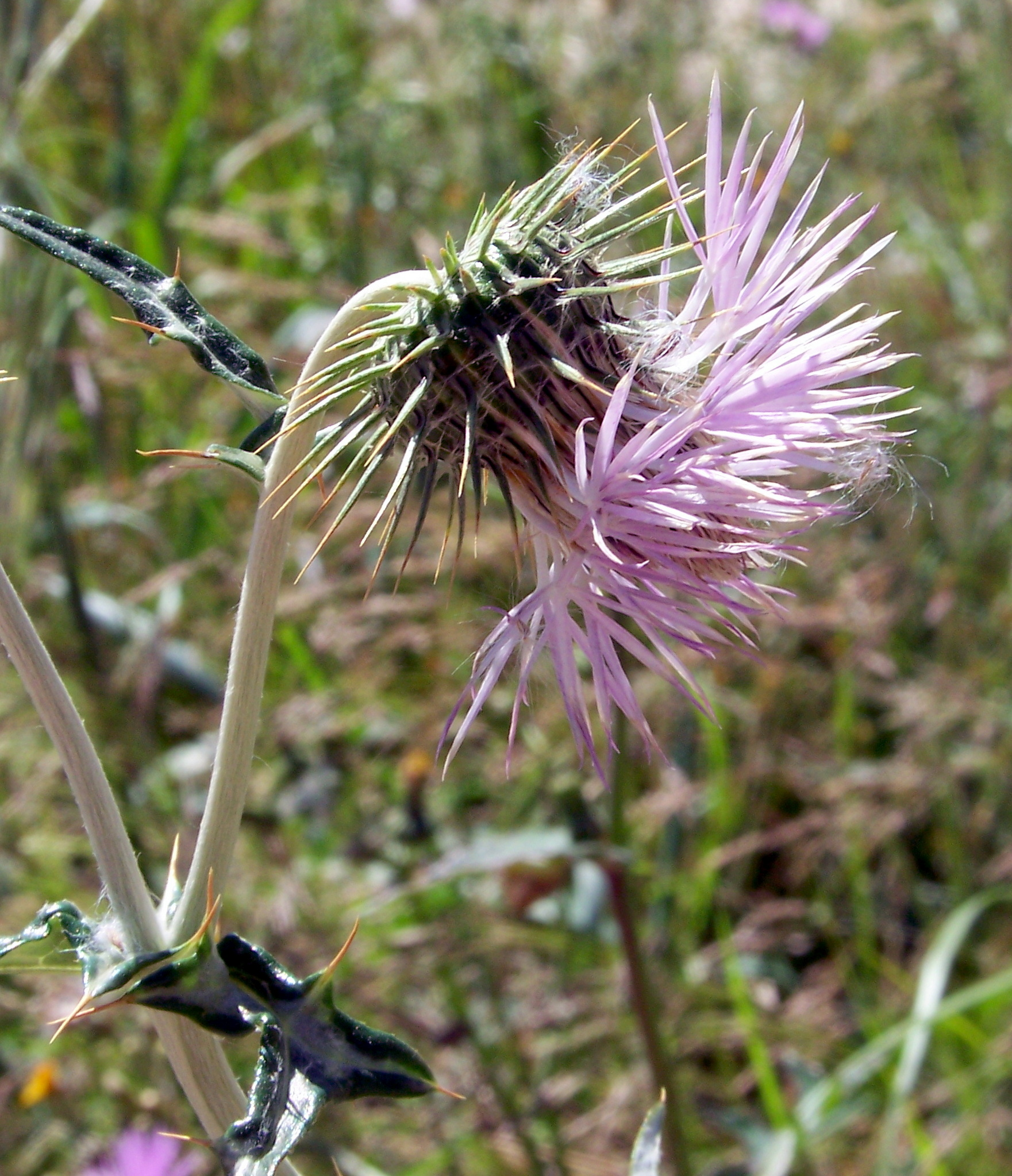
Ejemplo de Carduinae: Galactites elegans

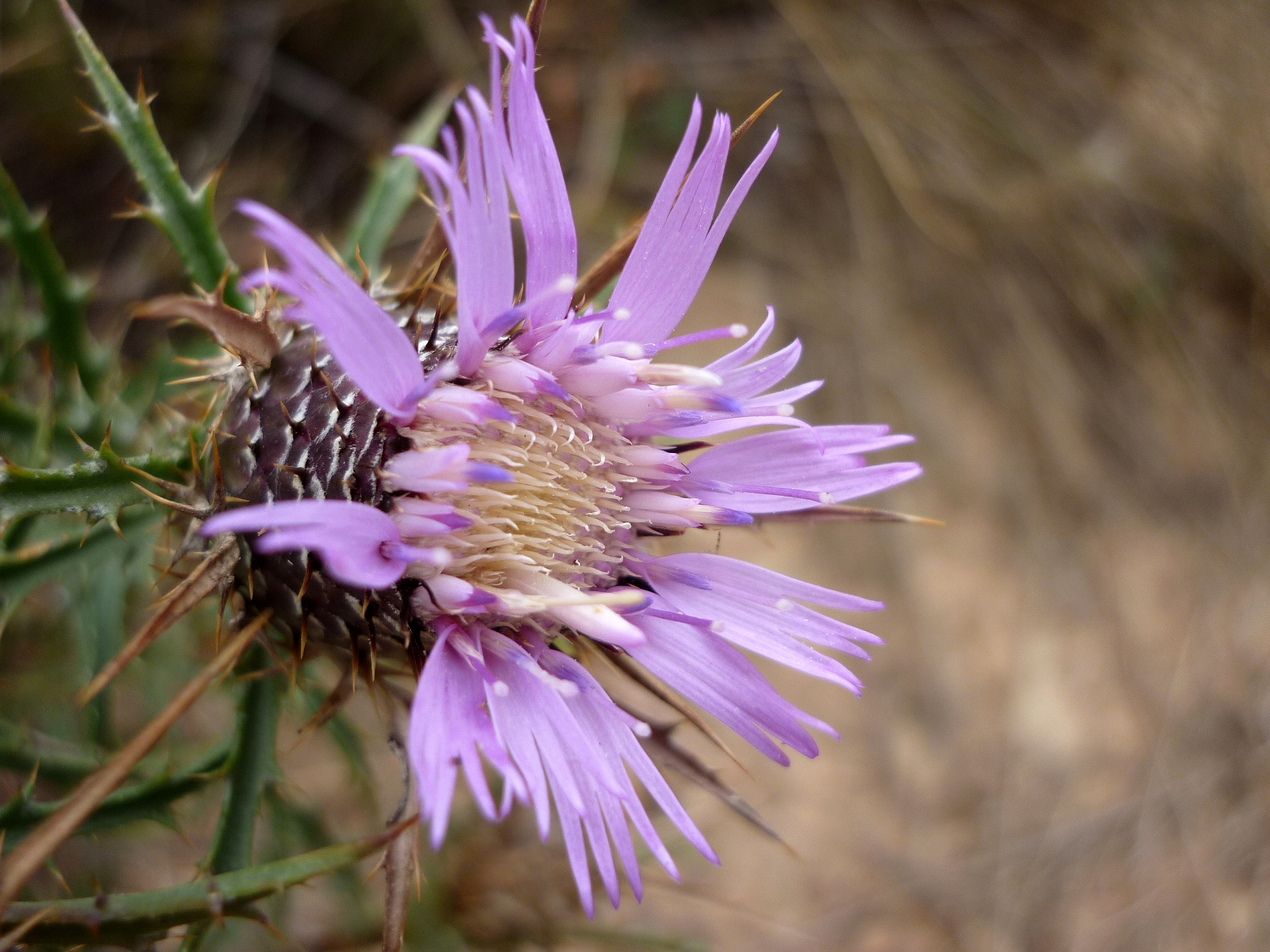
Un ejemplo de Carlininae con lígulas neutras periféricas: Atractylis humilis

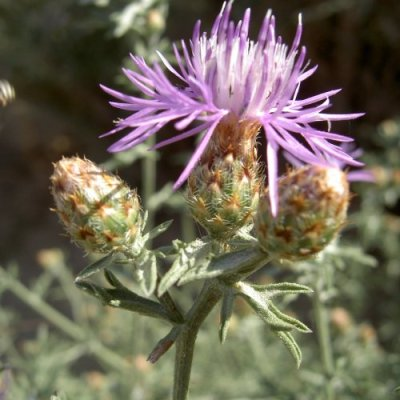
Ejemplo de Centaureinae: Centaurea paniculata

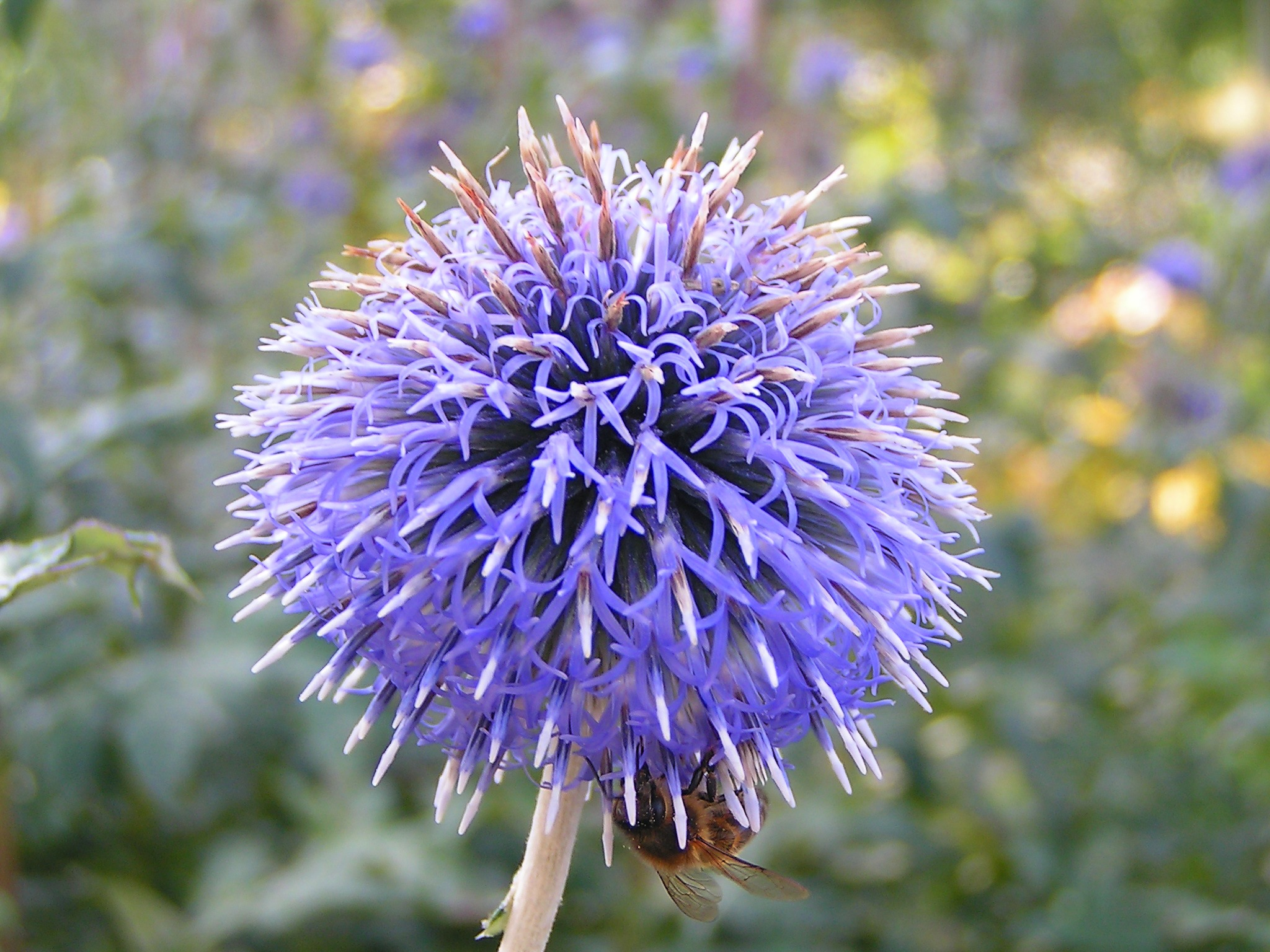
Ejemplo de Echinopinae: Echinops bannaticus

Cardueae es una tribu de fanerógamas perteneciente a la subfamilia Carduoideae de las compuestas (Asteraceae). Comprende unos 80 géneros y aproximadamente 2500 especies, lo que la convierte en uno de los mayores grupos de los Angiosperma.
- Nota: El nombre Cynerocephalae Lam. & DC., 1806 es válidamente publicado sobre la base del artículo 11.1 del International Code of Botanical Nomenclature, y, en aplicación de dicha regla de prioridad,[1] debería ser adoptado como el único correcto, aunque actualmente se emplea indistintamente el nombre Cardueae Cass. (curiosamente como Carduineae en la descripción original...) o Cynerocephalae lam. & DC.. La pretensión de poder usar también el término Cynareae, Less., 1830 es debida a una lamentable confusión —o error tipográfico—, al confundir autores de dicha tribu con los del otro nombre (... prefer to adopt the name Cardueae Cass. (1819) for the tribe, but the name «Cynareae Lam. & DC. (1806)» (sic) is validly published under...).[2]

## Descripción
Son plantas generalmente herbáceas, pero también pueden ocasionalmente ser arbustos e incluso árboles. A menudo son espinosas y con aspecto de cardo y son usualmente bisexuales, aunque existen especies dioicas, por ejemplo en los géneros Tugarinovia y Cirsium (Cirsium arvense, entre otros). Las hojas son siempre opuestas, basales y/o caulinares, y pueden ser sésiles o pecioladas y a menudo decurrentes; sus bordes son lobulados o, con menos frecuencia enteras o dentadas y usualmente espinosas. Los capítulos  son solitarios en el ápice de los tallos o se organizan en corimbos, panículas o estructuras racemiformes de capítulos uniflorales agregados en sinflorescencia secundaria (por ejemplo en el género Echinops). El involucro está constituido por brácteas generalmente persistentes, en una o más series usualmente heteromorfas, herbáceas con márgenes enteros, denticulados, pectinados o espinosos y ápice eventualmente escarioso y dilatado. El receptáculo es llano, convexo o bien cóncavo, usualmente alveolado, con abundantes pelos setáceos páleas escamoides. Las flores, usualmente todas flosculadas, tienen la corola actinomorfa pentalobulada, pero ocasionalmente algo zigomorfa o bilabiada; son generalmente homógamas, pero eventualmente heterógamas con las periféricas femeninas o estériles y, excepcionalmente, liguliformes y hermafroditas o neutras (Atractylis). El color es amarillo, blanquecino o azulado-purpúreo. Los estambres tienen los filamentos glabros, papilosos o más o menos pelosos, soldados por sus bases al tubo de la corola y libres entre sí en el resto de su longitud, o, más raramente, soldados juntos formando un tubo estaminal que rodea el estilo (por ejemplo en Galactites). Las anteras, a menudo con apéndices basales, son basifijas y de dehiscencia longitudinal. Los estilos, de los gineceos de las flores fértiles son generalmente dilatados distalmente y tienen, casi siempre, un anillo de pelos colectores en la base de las 2 ramas estilares, apicalmente coniventes o divergentes. Los frutos (cipselas) son habitualmente homomorfos y glabros con fijación basal o lateral, con o sin eleosoma y con ápice truncado en una placa apical, donde se inserta el vilano cuando existe, y generalmente coronada por un reborde más o menos sobresaliente, liso o crenulado, y con o sin un umbo central prominente, correspondiente al nectario persistente de la flor. Dicho vilano, caedizo o persistente, puede estar constituido por escamas o, más frecuentemente, por pelos, que son lisos, barbelados, o plumosos, o bien por ambos pelos y escamas.

## Distribución e importancia
Son nativas de las regiones templadas de Europa y Asia (especialmente de la región del Mediterráneo y Asia Menor), algunas de Australia y el África tropical y únicamente 3 géneros tienen especies nativas de América.
Las especies de la tribu están distribuidas principalmente en el norte de África y Eurasia, algunos géneros se extienden a Norteamérica, África tropical y en el Hemisferio Sur, a Australia y Sudamérica. Sus integrantes tienen importancia ecológica en bosques y comunidades secundarias; algunas de sus especies se cultivan como ornamentales, tal es el caso de varias especies de Centaurea, a otras se les atribuyen propiedades medicinales (Cirsium ehrenbergii); otras tienen uso alimenticio (Cynara scolymus) o artesanal/industrial (Carthamus tinctorius); muchas se comportan como malezas (por ejemplo varias especies de Cirsium) y Centaurea (Centaurea melitensis).

## Subtribus y géneros
La subdivisión de la tribu Cardueae está todavía muy discutida, pero, por razones prácticas, se conserva la clásica en 5 subtribus.
- Subtribu: Cardopatiinae
  - Géneros: Cardopatium - Cousiniopsis

- Subtribu: Carduinae
  - Géneros: Alfredia, Amphoricarpos, Ancathia, Arctium, Berardia, Carduus, Chardinia, Cirsium, Cousinia, Cynara, Dolomiaea, Diplazoptilon, Galactites, Himalaiella, Hypacanthium, Jurinea, Jurinella, Lamyropappus, Lamyropsis, Lipschitziella, Notobasis, Olgaea, Onopordum, Picnomon, Polytaxis, Ptilostemon, Saussurea, Schmalhausenia, Siebera, Silybum, Staehelina, Synurus, Syreitschikovia, Tyrimnus, Xanthopappus, Xeranthemum

- Subtribu: Carlininae
  - Géneros: Atractylis, Atractylodes, Carlina, Thevenotia, Tugarinovia

- Subtribu: Centaureinae
  - Géneros: Amberboa, Archiserratula, Callicephalus, Carduncellus, Carthamus, Centaurea, Centaurodendron, Centaurothamnus, Cheirolophus, Crupina, Goniocaulon, Karvandarina, Klasea, Klaseopsis, Mantisalca, Myopordon, Ochrocephala, Oligochaeta, Phalacrachena, Plagiobasis, Plectocephalus, Psephellus, Rhaponticum, Rhaponticoides, Russowia, Serratula, Stizolophus, Tricholepis, Volutaria, Zoegea

- Subtribu: Echinopinae
  - Géneros: Echinops

- Géneros de clasificación incierta en la tribu: Cavea, Dipterocome.

## Otras subdivisiones
Algunos autores a partir de 1977 han dividido las plantas tradicionalmente consideradas en esta tribu en tres nuevas: Cynareae s.s., Carlineae, y Echinopeae. Sin embargo, otros autores han conservado la tradicional clasificación más amplia.